# Eric Olderin
Eric Olderin, född 6 april 1922 i Karlskrona, död 23 mars 1984 i Stockholm, var en svensk ingenjör och företagsledare.
Olderin var son till flaggmaskinisten Ernst Olof Olsson. Han utbildade sig efter studier vid Göteborgs tekniska instituts marintekniska linje 1940–1942 och vid tekniska högskolan i Zürich 1943–1946 till maskiningenjör 1947.
Olderin var 1947–1957 beräkningschef och 1957–1959 forsknings- och utvecklingschef vid AB de Lavals Ångturbin. Han hade redan 1944 skrivit två artiklar om fördelen med La Monts ångpannor på krigsfartyg och kom sedan vid De Laval att arbeta med ångpannorna på HMS Tre Kronor. Olderin var 1950 och 1956–1958 konsult hos svenska marinen angående gasturbiner och kärnkraft för framdrivning av fartyg. Han arbetade ursprungligen främst med att förbättra bränsleekonomin hos ångturbindrivna fartyg, men efter att 1958 ha genomgått en kurs i reaktorteknik vid Kungliga Tekniska Högskolan kom han att inrikta sin forskning mot utvecklingen av kärnkraftsdrivna fartyg.
Han var konsult hos Utrikesdepartementet och Handelsdepartementet angående europeiskt samarbete rörande kärnkraftsdrivna fartyg 1961–1963, chef för Navalatom i Stockholm 1959–1963, export hos Delegationen för atomenergifrågor 1961–1962 och projektchef vid Institutt for Atomenergi i Kjeller i Norge 1963–1965. Olderin var assistent till marknadsdirektören för ång- och gasturbiner vid Stal-Laval Turbin i Finspång 1965–1969, kommersiell direktör vid Westinghouse-Monitor AB i Göteborg 1969–1974 och VD för amerikanska Westinghouse Nuclear Europes svenska filial i Göteborg från 1974.

### Fotnoter
1. 1 2  Eric Olderin, Svenskt biografiskt lexikon, Svenskt Biografiskt Lexikon-ID: 7696, läs online.[källa från Wikidata]